# Dunster (Regno Unito)
Dunster (860 ab. ca.) è un villaggio con status di parrocchia civile della contea inglese del Somerset (Inghilterra sud-occidentale), appartenente al distretto del West Somerset e situato nel tratto orientale del parco nazionale dell'Exmoor, a pochi chilometri a sud dalla costa che si affaccia sul Canale di Bristol.
La località, che nel corso del Medioevo costituiva uno dei principali poli commerciali della zona, è annoverata tra i villaggi medievali meglio conservati di tutta l'Inghilterra, con oltre 200 edifici tutelati dallo Stato.

## Geografia fisica

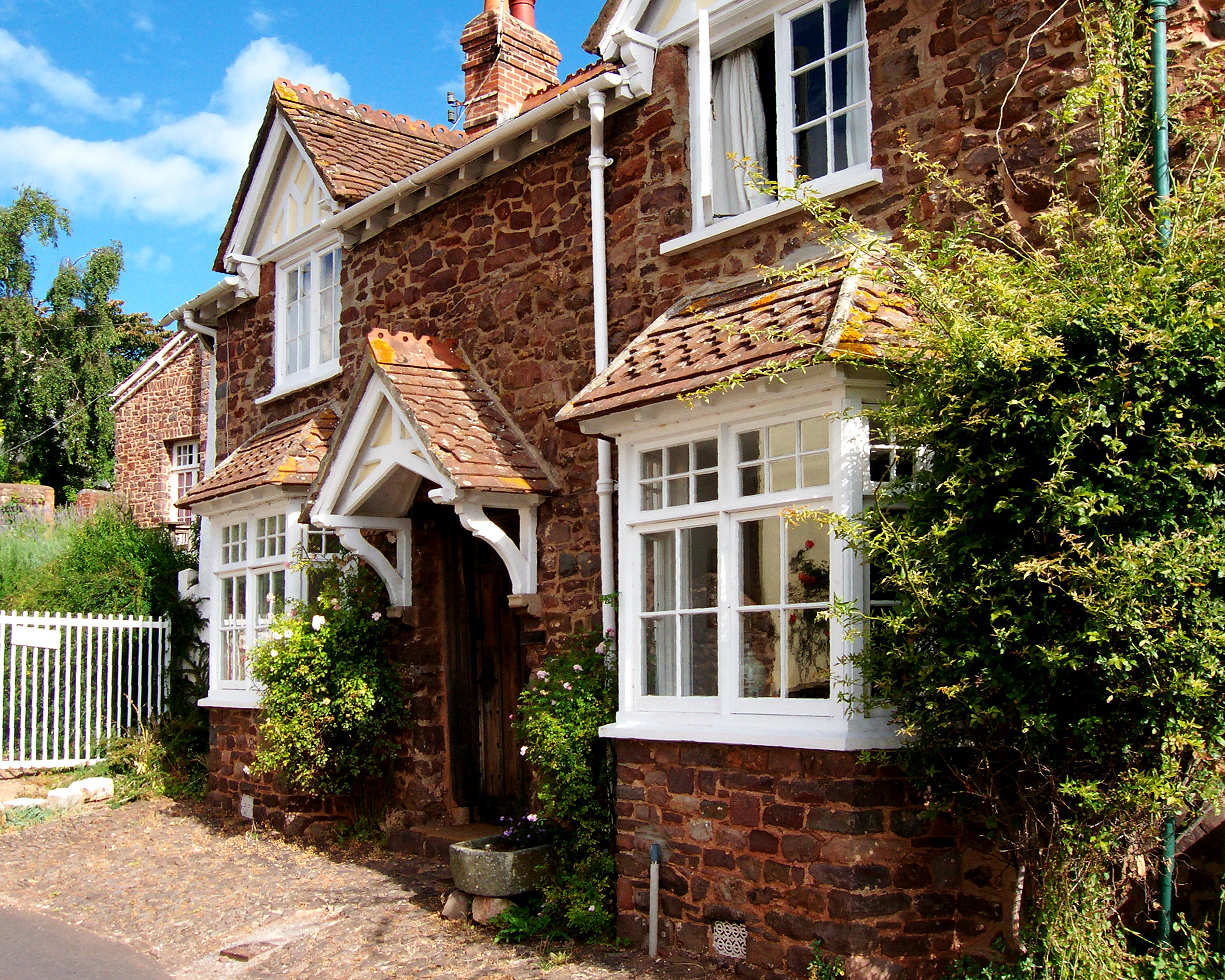
Un cottage a Dunster, nel Somerset

### Collocazione
Dunster si trova tra Minehead e Washford, a circa 115 km a sud-ovest di Bristol.

## Storia
I primi insediamenti in zona vengono fatti risalire all'Età del Bronzo o all'Età del Ferro.
Il villaggio di Dunster è citato per la prima volta nel 700 d.C. e, successivamente, anche nel Domesday Book (XI secolo).

## Monumenti e luoghi d'interesse

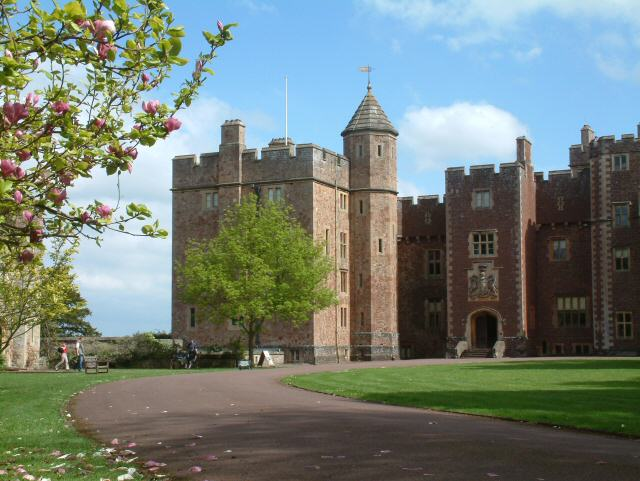
Il Castello di Dunster

- Castello di Dunster, probabilmente l'edificio più noto di Dunster, eretto dai Normanni su una collina che domina il villaggio nell'XI secolo e rimaneggiato successivamente.[3] Fu residenza della famiglia Luttrell dal 1376 alla fine degli anni novanta del XX secolo[7].
- Torre Conygar.
- Mercato dei Tessuti (Old Yarn Market). Come suggerisce il nome era il luogo dove venivano venduti i tessuti locali, risale al 1609 ed è costruito su pianta ottagonale.[7]
- Monastero benedettino